# Haplolophium
Haplolophium é um género botânico pertencente à família Bignoniaceae.

## Espécies
- Haplolophium blanchetii
- Haplolophium bracteatum
- Haplolophium dusenianum
- Haplolophium glaziovii
- Haplolophium nunezii
- Haplolophium rodriguesii